# Tampour
Tampour est une commune rurale située dans le département de Gbomblora de la province du Poni dans la région Sud-Ouest au Burkina Faso.

## Géographie
Tampour est situé à environ 22 km à l'est de Gbomblora, le chef-lieu du département, et à 17 km à l'est de la route nationale 11. Le village est à 4 km au nord-est de Tobo-Tankori.
Tampour se trouve à 2 km de la rive droite du Mouhoun qui constitue la frontière ghanéenne où se trouvent de nombreux franchissement de gués praticables durant la saison sèche

## Santé et éducation
Le centre de soins le plus proche de Tampour est le centre de santé et de promotion sociale (CSPS) de Tobo-Tankori tandis que le centre hospitalier régional (CHR) de la province se trouve à Gaoua.